# Rai dire Europei
Rai dire Europei era un programma televisivo e radiofonico italiano, in onda su Rai 4 e Rai Radio 2 dal 10 giugno 2016 al 10 luglio 2016 (in corrispondenza degli Europei di calcio 2016).

## Descrizione
Il programma, condotto dalla Gialappa's Band, commenta in diretta le partite degli Europei di calcio 2016 (i 27 match con diritti Rai); in studio sono presenti sia ospiti rappresentanti le nazioni che stanno giocando la partita, sia personaggi televisivi e sportivi italiani.

## Diffusione
Rai dire Europei viene trasmesso in contemporanea sulle frequenze di Rai 4 e di Rai Radio 2.

## Spin-off
- Rai dire Nazionale